# Leandro Gurrieri
Leandro Emanuel Gurrieri (15 de julio de 1988, San Pedro, Jujuy, Argentina) es un futbolista argentino y se desempeña como delantero. 

## Carrera
Luego de realizar las divisiones inferiores en Rosario Central, debutó en el primer equipo canalla el 29 de marzo de 2008 en su provincia natal ante Gimnasia y Esgrima, empate en un tanto. Hasta la finalización de la temporada 2009-10 sumó 13 presencias, siendo su participación ingresando habitualmente desde el banco.
A mediados de 2010 pasó a Atlético Policial de Catamarca para disputar el Torneo Argentino B. En la temporada siguiente jugó en la misma categoría para Talleres de Perico. Durante el segundo semestre de 2012 subió al Torneo Argentino A al fichar por Guaraní Antonio Franco.
Prosiguió su carrera en ligas regionales de la provincia de Santa Fe; en 2013 defendió la camiseta de Argentino de Fuentes en la Liga Casildense de Fútbol, en 2014 jugó por Independiente de Bigand en la Liga de Fútbol Regional del Sud (con asiento en Villa Constitución) y en 2015 lo hizo en Barraca de Armstrong de la Liga Cañadense de Fútbol. En 2017 se sumó al club Barrio Alberdi Nuevo Centro Organizativo (comúnmente conocido como B.A.N.C.O.), con el que obtuvo el ascenso desde tercera a segunda división de la Asociación Rosarina de Fútbol. En 2018 continúa fichado en este equipo.

## Clubes
| Club                   | País      | Año             |
| ---------------------- | --------- | --------------- |
| Rosario Central        | Argentina | 2008 - 2010     |
| Atlético Policial      | Argentina | 2010 - 2011     |
| Talleres (Perico)      | Argentina | 2011 - 2012     |
| Guaraní Antonio Franco | Argentina | 2012            |
| Argentino (Fuentes)    | Argentina | 2013            |
| Independiente (Bigand) | Argentina | 2014            |
| Barraca (Armstrong)    | Argentina | 2015            |
| B.A.N.C.O. (Rosario)   | Argentina | 2017 - presente |

## Palmarés

### Títulos regionales
| Equipo     | Liga     | País      | Título                     | Año  |
| ---------- | -------- | --------- | -------------------------- | ---- |
| B.A.N.C.O. | Rosarina | Argentina | Ascenso a Segunda División | 2017 |